# Bibia Pavard
Pour les articles homonymes, voir Pavard.
Bibia Pavard, née en 1980, est une historienne et enseignante française, spécialisée en histoire contemporaine et en histoire des femmes et du genre.

## Biographie
Née en 1980, Bibia Pavard est diplômée de Sciences Po Paris, et agrégée d'histoire. Devenue chercheuse au Centre d'histoire de Sciences Po, elle y prépare une thèse de doctorat, sous la direction de Jean-François Sirinelli, présentée en 2010, et consacrée aux questions de contraception et avortement dans la société française (1956-1979) : histoire d'un changement politique et culturel. Cette thèse est publiée en 2012 aux Presses universitaires de Rennes, dans la collection Archives du féminisme.
Elle continue ensuite son parcours comme chercheuse mais aussi enseignante, en particulier au Centre d'analyse et de recherche interdisciplinaire sur les médias (le CARISM), au sein de l'Université Paris 2 Panthéon-Assas, enseigne en histoire des médias et histoire culturelle, histoire de la santé, des femmes, du féminisme et des genres. Elle y devient maîtresse de conférences. Elle continue également à publier différents essais, notamment en 2013, avec Michelle Zancarini-Fournel, un ouvrage consacré aux Luttes de femmes. 100 ans d’affiches féministes, un Que sais-je en 2018 consacré à Mai 68, puis en 2020, de nouveau avec Michelle Zancarini-Fournel, mais aussi avec Florence Rochefort, un ouvrage intitulé Ne nous libérez pas, on s'en charge. Une histoire des féminismes de 1789 à nos jours,,. 
Elle devient membre en 2020 de l'Institut universitaire de France, et présidente de l'association Mnémosyne. En 2021, elle participe à la série documentaire Faire l’histoire sur Arte, pilotée par Patrick Boucheron. Elle intervient au titre de spécialiste de l'histoire de la contraception dans un épisode dédié au stérilet.
Elle co-écrit avec Sonia Gonzalez et en partenariat avec l'Institut National de l'Audiovisuel le documentaire Il suffit d'écouter les femmes diffusé le 14 janvier 2025 sur France 5, qui entremêle le vécu d’une quinzaine de témoins ayant vécu l’avortement clandestin entre 1955 et 1975. 

## Publications
- Bibia Pavard, Si je veux, quand je veux: contraception et avortement dans la société française (1956-1979), Presses universitaires de Rennes, 2012 (ISBN 978-2-7535-2026-4, lire en ligne)
- Christine Bard et Bibia Pavard, Femmes outsiders en politique, Editions L'Harmattan, 2013 (ISBN 978-2-336-32134-9, lire en ligne)
- Bibia Pavard et Michelle Zancarini-Fournel, Luttes de femmes: 100 ans d'affiches féministes, Echappés, 2013 (ISBN 978-2-35766-069-4, lire en ligne)
- Bibia Pavard, Florence Rochefort et Michelle Zancarini-Fournel, Ne nous libérez pas, on s'en charge, La Découverte, 2020 (ISBN 978-2-348-05567-6, lire en ligne)